# ミサイルマン (お笑いコンビ)
ミサイルマンは、吉本興業（大阪吉本）所属のお笑いコンビ。2000年結成。NSC大阪校22期生。

## メンバー
岩部 彰（いわべ あきら、1980年7月19日（45歳） - ）
ボケ・ネタ作り担当。
佐賀県東松浦郡（現・唐津市）相知町出身、佐賀県立唐津工業高等学校卒業。身長175 cm、体重56 kg。血液型はO型。愛称は「武将様」。

西代 洋（にしだい ひろし、1980年9月27日（44歳） - ）
ツッコミ担当。
大阪府豊中市出身、豊中市立寺内小学校・豊中市立第十六中学校・大阪府立東豊中高等学校卒業。生まれてから高校卒業まで緑地公園駅最寄りに住んでいた。身長172 cm、体重120 kg（デビュー時は75kg）。血液型はA型。愛称は「お肉ちゃん」。

## エピソード

### コンビ
- コンビ名は、岩部が大ファンである甲本ヒロト作曲によるTHE HIGH-LOWSの曲名が由来。
- 2008年4月6日の「ガンガンライブFINAL」を最後にbaseよしもとを卒業。その後はうめだ花月・京橋花月・よしもと祇園花月などに出演。
- M-1グランプリには2001年から参加し続けているが2001年から2007年までは3回戦進出に終わっており、「逆笑い飯」という異名まで持つ。2008年・2009年は準決勝へ進出し敗者復活戦にも出場したが「関西の珍事」と称された。ラストイヤーになった2015年にも出場しているが3回戦進出[1]。THE MANZAIにも毎年出場していたが最高成績は2回戦進出となっている。
- コンビ以外にピンでの活動も積極的に行なっており、2017年7月16日放送の『漫才Lovers』（読売テレビ）では岩部が武将様キャラとしての仕事、西代がグルメリポーターへ熱心になるあまり3年間新ネタを作っていないというエピソードが紹介され、同期の津田篤宏（ダイアン）からは「漫才をやらないならコンビでいる意味がない」という厳しい意見も出された[2]。

### 岩部
- 西代と組む以前は、別の芸人とコンビ「ミッシングボーイ」として活動していた。同期の山里亮太（南海キャンディーズ）曰くミッシングボーイはNSC時代、グリングリン（西野亮廣が組んでいたコンビ）・NinNin丸（梶原雄太が組んでいたコンビ）・ダイアンと並び、4強と称されるほどの高評価を受けていた。また、「ダスト」というコンビで活動していた経験もある。
- 『麒麟・千鳥の二笑流TV』（GAORA）最終回での「二笑流名シーンアワード」では顔部門で以前放送されたパンク顔が紹介され、大賞となった。
- 同期である中山功太、ユースケ（ダイアン）と仲が良い。特にユースケにはNSC卒業後から得意の料理を振舞っている。最初は鍋料理など簡単なものであったが、チャーハン・ハヤシライス・串カツ・揚げだし豆腐・皿うどんなどを作ったことをダイアンのラジオなどでも話している。ダイアンが東京へ進出する前夜には「お前の作ったシチューが食べたい」との希望に応えクリームシチューを作って送り出した[3]。
- ダイアンのラジオ番組『よなよな…』（朝日放送ラジオ）のリスナーで、毎年ユースケの誕生日前後にはバースデーソングを披露するため電話出演するのが恒例となっている。番組初期は武将様のラジオネームで毎週のように投稿していたが、「他のリスナーの採用率に影響する」という理由で投稿を控えるようになった[4]。ネタメールの内容はその週にあった相方・西代の行動に対してのツッコミが殆どだった。
- 浅越ゴエ（ザ・プラン9）とのユニット活動（ライブ「猛将列伝」や、バスツアー「摩訶不思議珍道中」）も行なっている。
- 私服が上下白のジャージに健康サンダル、サングラスとかなり厳つい。映画『天空の城ラピュタ』に登場する飛行石のようなペンダントをしていることをイジられる。
- ダルビッシュ有や甲本ヒロトのものまねをする。
- アイドルグループ『VIVAJO8』のプロデューサーも務めている[5]。
- 小籔千豊率いる小籔軍団の一員[6]。
- 浜田雅功（ダウンタウン）とは浜田が大阪での仕事の際に高頻度で食事をする仲であり、『ケンゴロー』出演時には私物のダウンタウングッズにサインをもらった。
- 千原ジュニアの座王では敗北時に誰かを呼んで独自のネタを披露する。

### 西代
- 高校時代は水泳部所属でキャプテンも務めていた。元競泳選手の中西悠子とも練習を共にしており、近畿大会8位という記録を残している。
- 高校の1学年下には中川パラダイス（ウーマンラッシュアワー）がいる。中川はNSCでも1期下の23期生。
- たむらけんじ率いるTKF[6]、高橋茂雄（サバンナ）率いるシゲオボーイズの若頭（番頭）であり、高橋が東京進出前に住んでいたマンションを引き継いでいる。

## 出囃子
- THE HIGH-LOWS「ミサイルマン」

## 賞レースでの戦績

### M-1グランプリ
- M-1グランプリ2001 3回戦進出
- M-1グランプリ2002 3回戦進出
- M-1グランプリ2003 3回戦進出
- M-1グランプリ2004 3回戦進出
- M-1グランプリ2005 3回戦進出
- M-1グランプリ2006 3回戦進出
- M-1グランプリ2007 3回戦進出
- M-1グランプリ2008 準決勝進出
- M-1グランプリ2009 準決勝進出
- M-1グランプリ2010 準々決勝進出（予選54位）
- M-1グランプリ2015 3回戦進出[1]

### その他
- 2004年 第5回 笑わん会 最優秀賞
- 2010年 第8回 MBS新世代漫才アワード 2次予選進出[7]
- 2012年 R-1ぐらんぷり 準決勝進出（岩部のみ）
- 2012年 THE MANZAI 2回戦進出
- 2013年 THE MANZAI 2回戦進出
- 2014年 歌ネタ王決定戦 準決勝進出（岩部のみ）

## テレビ

### 現在の出演番組
コンビでの出演
- うまンchu（関西テレビ、2012年12月 - ）同期のギャロップ林とのレギュラー争奪戦に勝利し、レギュラー昇格
- ウラマヨ!（関西テレビ）- 準レギュラー

岩部のみでの出演
- ごぶごぶ（MBSテレビ）- 不定期出演
- いろはに千鳥（テレビ埼玉、2014年 - ）京都ロケレギュラー
- 教えて!ニュースライブ 正義のミカタ（朝日放送）- 番組では画伯として不定期出演
- 千原ジュニアの座王（関西テレビ）- 不定期出演
- プレバト（MBSテレビ）- 不定期出演（色鉛筆・特待生5級）

西代のみでの出演
- キューン!（読売テレビ）- 2018年6月以前はコメンテーター、以降はMC

### 過去の出演番組
コンビでの出演
- ジャイケルマクソン（毎日放送）公開収録での前説を担当
- よしもとサンサンTV（サンテレビジョン）不定期出演
- ミリオンの扉（読売テレビ）不定期出演
- 吉本☆ぐいピコ!（KBS京都、2007年9月 - 2008年3月）
- 麒麟の部屋（毎日放送、2007年4月 - 2011年3月）-『自称ダルビッシュと冴えない男』のキャッチフレーズで出演
- おはよう朝日土曜日です（朝日放送テレビ、2008年1月5日-2014年3月29日）レギュラー出演[8]
- プリプリ（毎日放送、2012年4月 - 2013年3月）木曜レギュラー、日替わり企画リポーター
- 大阪発しゃべるランチタイム なにしよ!?（テレビ大阪、2013年7月-2014年3月）水曜レギュラー
- ～アナタの日常に“笑い”をお届け!～ デリ芸（関西テレビ）
- 八方・今田の楽屋ニュース（朝日放送テレビ）
- ケンゴローサーカス団 → ケンゴロー（毎日放送　2016年4月 - 2017年3月） 準レギュラー
- 雨上がりのナニモン!?（関西テレビ、2017年4月 - 2018年3月）リポーター
- 家族でココイコ！（eo光チャンネル）レギュラー
- 今ちゃんの「実は…」（朝日放送テレビ、 - 2022年10月）準レギュラー

西代のみでの出演
- こちら週刊COWOO！NEWS編集部（よしもとオンライン2部）準レギュラー[9]
- おはスタ（テレビ東京、2010年10月4日 - 2012年3月30日）
- マチャミ&なるみのいただき!ナハ〜レ（読売テレビ）- デブュームとして不定期出演
- モモコのOH!ソレ!み〜よ!（関西テレビ、2013年4月13日 - 2015年4月25日）グルメステーションのコーナーを担当
- キャスト（朝日放送テレビ　2013年10月10日 - 2020年3月26日）木曜日コメンテーター（2019年4月以降）・リポーター
- イマなまっ!（中国放送）毎週金曜日→不定期コーナー ｰ ぶら島太郎の海魅人に会いたい! 海と日本PROJECT　のコーナーを担当
- 大阪人の新常識 OSAKA LOVER（テレビ大阪、2017年9月16日 - 2023年2月18日）準レギュラー
- 情報スタジアム 4時!キャッチ（サンテレビ）火曜日レポーター
- NEWS×情報 キャッチ+（サンテレビ）ゲストとして不定期出演
- ケンドーコバヤシの社長!お手伝いさせて頂きます!（BS12、2021年10月3日 - 2023年3月）
- きらきん!（KBS京都、2022年5月27日 - 2025年3月28日）リポーターとしてVTR出演

## ラジオ
- ミサイルマンのウラモン（KBS京都ラジオ）
- オンスト（Yes-fm）水曜日
- ヨシモト＊chatterbox!（Yes-fm、2012年5月4日 - 2014年4月4日）金曜日 桜 稲垣早希と担当（西代のみ）
- ROTTENGRAFFTYのやんちゃタウン（MBSラジオ、2017年10月8日 - ）レギュラー出演
- キキミミ（KBS京都ラジオ、2023年6月5日 - 2024年3月25日）西代のみ

## 舞台
- 2016年11月12日、11月14日 -『のぶなが』（大阪・近鉄アート館）[10]
- 2017年5月18日 - 5月21日 - 『おりょう』（大阪・近鉄アート館）
- 2018年7月7日 - 『のぶなが』（東京・あうるすぽっと）[11] - 新谷佳士とW主演
  - 吉本興業と劇団そとばこまちのコラボ公演

## 映画
- 映画 漫才ギャング（角川映画、2011年3月19日）- 西代のみ

## 単独ライブ
- 2006年
  - 10月30日 - 「北のバカ家族」（baseよしもと/大阪）
- 2007年
  - 2月25日 - 「AKIRA」（baseよしもと/大阪）- 岩部のみ
  - 5月26日 - 「がるる」（baseよしもと/大阪）
  - 6月9日 - 「拝啓…弟～見えますか? この拳～」（baseよしもと/大阪）- 岩部のみ、中山功太、ユースケ（ダイアン）
  - 9月22日 - 「ミサイル駿」（baseよしもと/大阪）
- 2007年
  - 2月25日 - 「ミサイルLIVEマン」（ヨシモト∞ホール大阪/大阪）
- 2012年
  - 4月29日 - トークライブ「ミサイルマン西代の茶話会」（道頓堀ZAZA HOUSE/大阪）[12]
- 2013年
  - 4月18日 - トークライブ「ミサイルマン西代の茶話会」（道頓堀ZAZA HOUSE/大阪）- 西代のみ、ゲスト：もりやすバンバンビガロ、駒場孝（ミルクボーイ）、門田祐介（元ツインゴリラ）、馬と魚
  - 11月4日 - 「前髪さんとお肉さん」（道頓堀ZAZA HOUSE/大阪）
- 2015年
  - 2月14日 - 「羽生七冠記念漫才ライブ」（道頓堀ZAZA HOUSE/大阪）